# Can Paretó
Can Paretó és una obra del municipi de Sant Llorenç Savall (Vallès Occidental) protegida com a bé cultural d'interès local.

## Descripció
Es tracta d'una masia en ruïnes de la que encara queden dempeus la majoria de parets. Queden les restes de tres forns, un pou,....

## Història
La masia fou antigament coneguda amb el nom d'Ubàgols. Documentada per primera vegada l'any 1373, va ser un dels masos més poderosos de la zona. La casa va ser abandonada als anys vint del segle XX però els seus propietaris la visitaven de tant en tant i mantenien part de l'edifici dempeus. A partir dels anys 60 es va abandonar completament i es va acabar enrunant.